# اللاسلطوية في المملكة المتحدة
تطورت اللاسلطوية في المملكة المتحدة في بادئ الأمر مع تطور التحركات الراديكالية داخل حزب الأحرار البريطاني ومع ظهور المعارضة الدينية البروتستانتية. تطور الفكر اللاسلطوي الإنجليزي خلال الحرب الأهلية الإنجليزية والثورة الصناعية الأولى في سياق الفكر السياسي للطبقة العاملة الثورية، والروح الشعبية المناهضة للمؤسسة.

## وليام غودوين

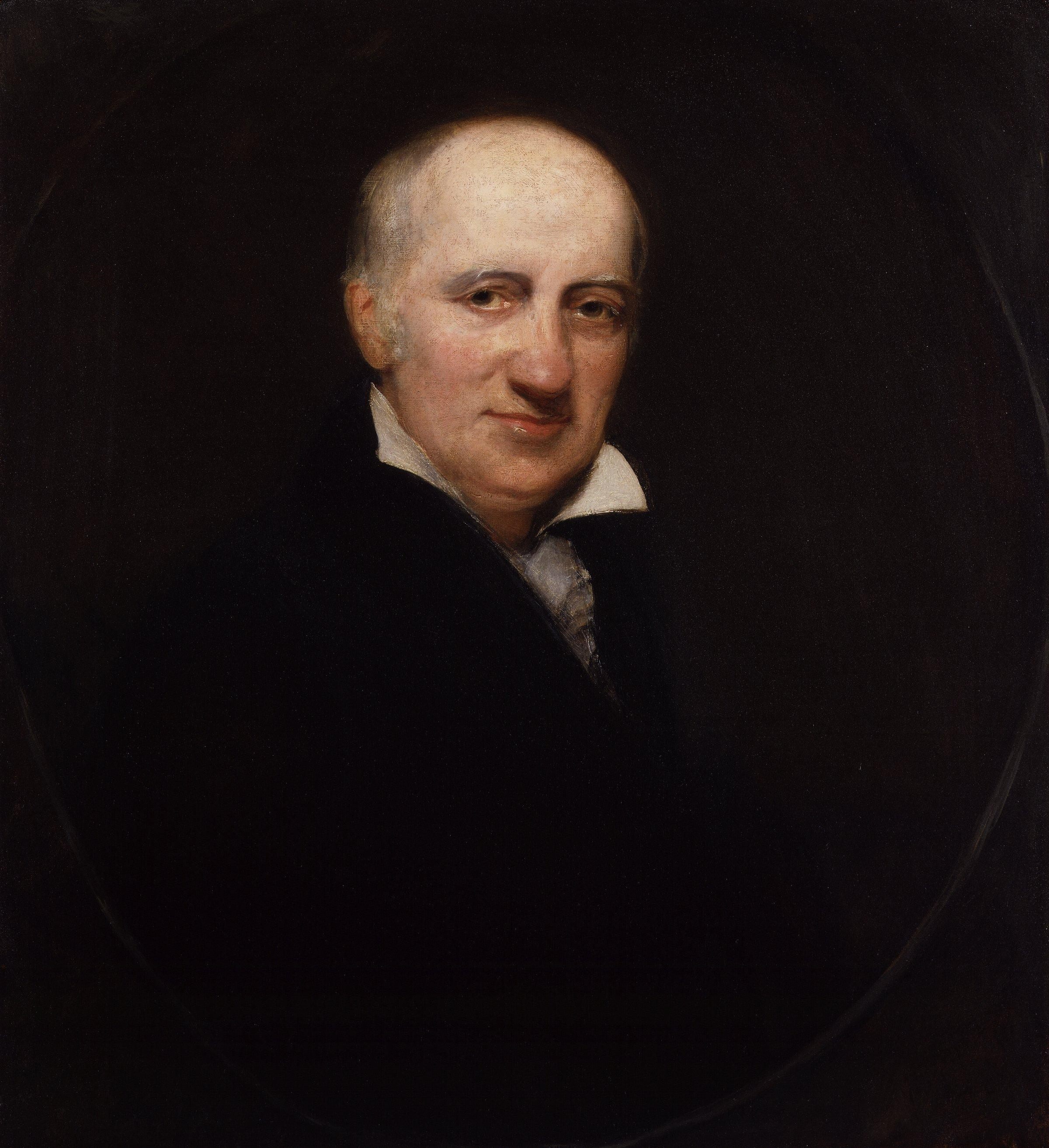
ويليام غودوين

انبعثت اللاسلطوية الحديثة من الفكر العلماني أو الديني لعصر التنوير، ولاسيما من أفكار جان جاك روسو حول المركزية الأخلاقية للحرية. طور ويليام غودوين من هذه الأفكار ما يمكن أن يعتبره الكثيرون أول تعبير عن الفكر اللاسلطوي الحديث. كان غودوين، بحسب بيوتر كروبوتكين، «أول من صاغ المفاهيم السياسية والاقتصادية للاسلطوية، مع أنه لم يطلق هذا الاسم على الأفكار التي طورها خلال عمله». في عام 1793، كتب ويليام غوردين، الذي غالبًا ما يشار إليه بلقب اللاسلطوي الأول، كتاب تحري حول العدالة السياسية، الذي يعتبره البعض أول تعبير عن اللاسلطوية. عارض غودوين، الفيلسوف اللاسلطوي، الفعل الثوري انطلاقًا من أسس عقلانية ونفعية، ورأى في الحكم المحدود «شر ضروري» تتراجع أهميته وقوته بشكل متزايد مع الزمن من خلال الانتشار التدريجي للمعرفة.

## من القرن التاسع عشر حتى الحرب العالمية الثانية
في أواخر القرن التاسع عشر، لم تكن موضوعات معارضة النظام الحالي للمجتمع والشعور بإمكانية الاستغناء عنه أمورًا غير شائعة. وتنوعت من الدعم التدريجي للكومنولث الإنجليزي من قبل تشارلز برادلو، إلى أفكار ألغيرنون تشارلز سوينبورن الجمهورية الثورية، والأفكار الاشتراكية اللاسلطوية لوليام موريس وأوسكار وايلد، وحتى اللاسلطوية الكاملة التي تبناها بيتر كروبوتكين والمتعاطفين معه. كانت الرابطة الاشتراكية منظمة اشتراكية ثورية مبكرة ظهرت في المملكة المتحدة. في منتصف عام 1887 تقريبًا، تفوق اللاسلطويون على الاشتراكيين بالعدد في الرابطة الاشتراكية. ظهر التغيير في المؤتمر السنوي الثالث، الذي عُقد في لندن في 29 مايو من عام 1887، إذ صوت أغلب المندوبين (24 مندوبًا) لصالح قرار قدمه اللاسلطويون، مفاده أن «هذا المؤتمر يؤيد سياسة الامتناع عن العمل البرلماني، التي تتبعها الرابطة إلى اليوم، ولا يرى أي ضرورة لتغييرها». رأى المراقب المهتم بشؤون الرابطة، فريدريك إنجلز، أن لويليام موريس دور حاسم فيما جرى، ونقل ما حدث في المؤتمر الثالث للرابطة لصديقه فريدريش سورج في رسالة له بتاريخ 4 يونيو من عام 1887: 
«انتصرت المكونات اللاسلطوية، التي حصلت على القبول في مؤتمر الرابطة الاشتراكية، بدعم من موريس، الذي يكره كل ما هو برلماني.... تم تبني القرار (غير الضار على الإطلاق إذ من غير الممكن أن يكون هناك أي استجواب للعمل البرلماني على الإطلاق هنا والآن) بغالبية 17 صوت مقابل 11 فقط».
«حسم إعلان موريس نيته الاستقالة في اللحظة التي يتم فيها قبول أي أجراء برلماني، بشكل مبدأي، الأمر بشكل نهائي. وبما أن موريس يتكفل بعجز مجلة الكومنويل الاشتراكية البالغ 4 جنيهات إسترلينية في الأسبوع، فقد كان ذلك العامل الحاسم بالنسبة للكثيرين».

«تعتزم جماعتنا الآن تنظيم المحافظات، وتعمل على إقامة مؤتمر استثنائي، في غضون ثلاثة أو أربعة أشهر تقريبًا، يهدف لإلغاء كل ما سبق. لكن من غير المرجح أن ينجح هذا الامر، إذ يتفوق اللاسلطويون علينا في اختلاق أقسام جديدة لحق الاقتراع، ويمكنهم إنشاء ثمانية أقسام لحق الاقتراع لكل سبعة رجال. بالمناسبة، من الممكن للاسلطويين أن يطردوا جماعتنا قريبًا، وقد يكون ذلك جيدًا».

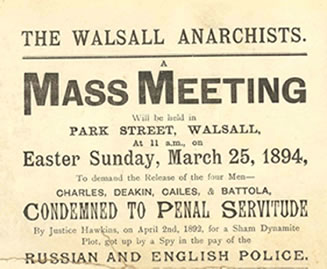
ملصق دعائي لحضور اجتماع داعم للاسلطوية في والسال

بدأ الاستنزاف المستمر للعديد من الاشتراكيين الدوليين في المجموعة مع ازدياد وضوح مضمون عملها. في أغسطس من عام 1888، انفصل أعضاء فرع لندن للرابطة الاشتراكية الذي انتمى إليه كل من توسي ماركس وإدوارد أفلينج عن الرابطة، وأسسوا منظمة مستقلة حملت اسم رابطة بلومزبري الاشتراكية. بحلول نهاية عام 1888، غادر العديد من الأعضاء من ذوي التوجهات البرلمانية الرابطة الاشتراكية، وعادوا للالتحاق بكتلة الاتحاد الاشتراكي الديموقراطي البرلمانية، وقرروا الالتحاق بالحركة الناشئة المسماة «الاتحادية الجديدة». عزز الفصيل اللاسلطوي من قبضته على الرابطة الاشتراكية بعد مغادرة الفصائل الاشتراكية، وتمكن الجناح اللاسلطوي، بحلول عام 1889، من السيطرة على الرابطة بشكل كامل. جُرد ويليام موريس من منصبه كرئيس تحرير مجلة كومونويل الاشتراكية، وعُين العامل اللاسلطوي، فرانك كيتز، مكانه. ترك موريس ليتحمل العجز التشغيلي المستمر للإعلام، قرابة 4 جنيهات استرلينية في الأسبوع. كان مبلغ 150 جنيهًا استرلينيًا في تلك الحقبة الزمنية يمثل المتوسط السنوي لدخل الأسرة في المملكة.

## فترة ما بعد الحرب

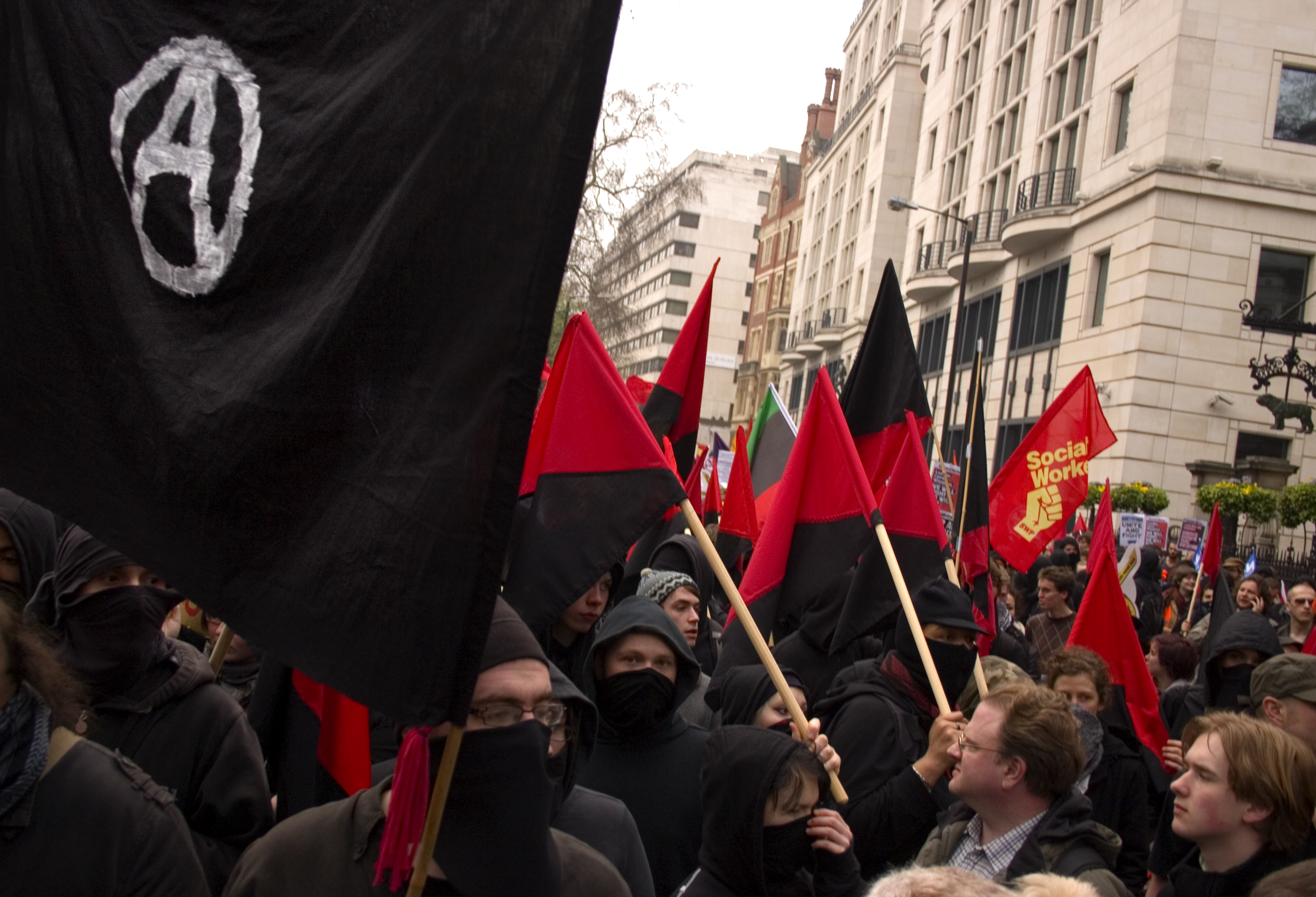
لاسلطويون في اسكتلندا

كانت إيثيل مانين (6 أكتوبر 1900 – 5 ديسمبر 1984) روائية بريطانية شهيرة وكاتبة أسفار وأناركية. وضعت مانين كلًا من بارت دي ليخت وألكسندر سوذرلاند نيل في قائمة المفكرين المؤثرين في فكرها. وصف المؤرخ روبرت غراهام كتاب مانين، الخبز والورد: مسح طوباوي وعلامة زرقاء، بأنه «تصور بيئي في مواجهة التظيم الصناعي السائد والمدمر للمجتمع». عندما أُلقي القبض على الكاتب فيرنون ريتشاردز مع ثلاثة محررين آخرين في بداية عام 1945، لمحاولتهم «وهن عزيمة أعضاء من القوات التابعة لجلالته»، أسس كل من بنجامين بريتن وإدوارد مورغان فورستر وأغسطس يوحنا وجورج أورويل وهربرت ريد وأوزبيرت سيتويل وجورج وودكوك لجنة الدفاع عن الحرية برئاسة ريد «لدعم الحريات الأساسية للأفراد والمنظمات، وللدفاع عن كل من يتعرض للاضطهاد بسبب ممارسته حقه في حرية التعبير وحرية الكتابة وحرية العمل». كان اتحاد العمال النقابي مكونًا من مجموعة نقابية نشطة في بريطانيا في فترة ما بعد الحرب، وكان سلفًا لعصبة التكافل. شُكل الاتحاد في عام 1950 من قبل أعضاء الاتحاد اللاسلطوي البريطاني المنحل (لا ينبغي الخلط بينه وبين الاتحاد اللاسلطوي الحالي الذي تأسس في عام 1986 باسم الاتحاد الشيوعي اللاسلطوي). على عكس الاتحاد البريطاني للاسلطويين، الذي تأثر بأفكار اللاسلطوية النقابية لكنه لم يكن اتحادًا نقابيًا بحد ذاته، قرر اتحاد العمال النقابي اتباع إستراتيجية نقابية تركز على العمال بشكل أكبر منذ انطلاقها. انضمت المجموعة إلى رابطة العمال الدولية، وخلال فترة حكم فرانسيسكو فرانكو لإسبانيا، قدمت المجموعة دعمًا خاصًا للمقاومة الإسبانية وللاتحاد الوطني اللاسلطوي للعمل النقابي، الذي كان قد شارك في الثورة الإسبانية لعام 1936، وفي الحرب الأهلية ضد القوات اليمينية، المدعومة من ألمانيا النازية وإيطاليا الفاشية، والتي أقدمت على محاولة الانقلاب. حقق اتحاد العمال النقابي بعض النجاح في بادئ الأمر، لكن، تراجع نشاطها عندما أُجبر توم براون، العضو القديم والفاعل على الخروج منها، وبقي للاتحاد في عام 1979 فرع واحد فقط في مانشستر. حلّ اتحاد العمال النقابي نفسه وانضم إلى المجموعة التي تأسست بعد ذلك باسم حركة العمل المباشر. يحتفظ المعهد الدولي للتاريخ الاجتماعي بأرشيف المجموعة، ونُشرت مجموعة مختارة من منشورات الاتحاد بشكل رقمي على موقع libcom.org.